# دولة مدينة

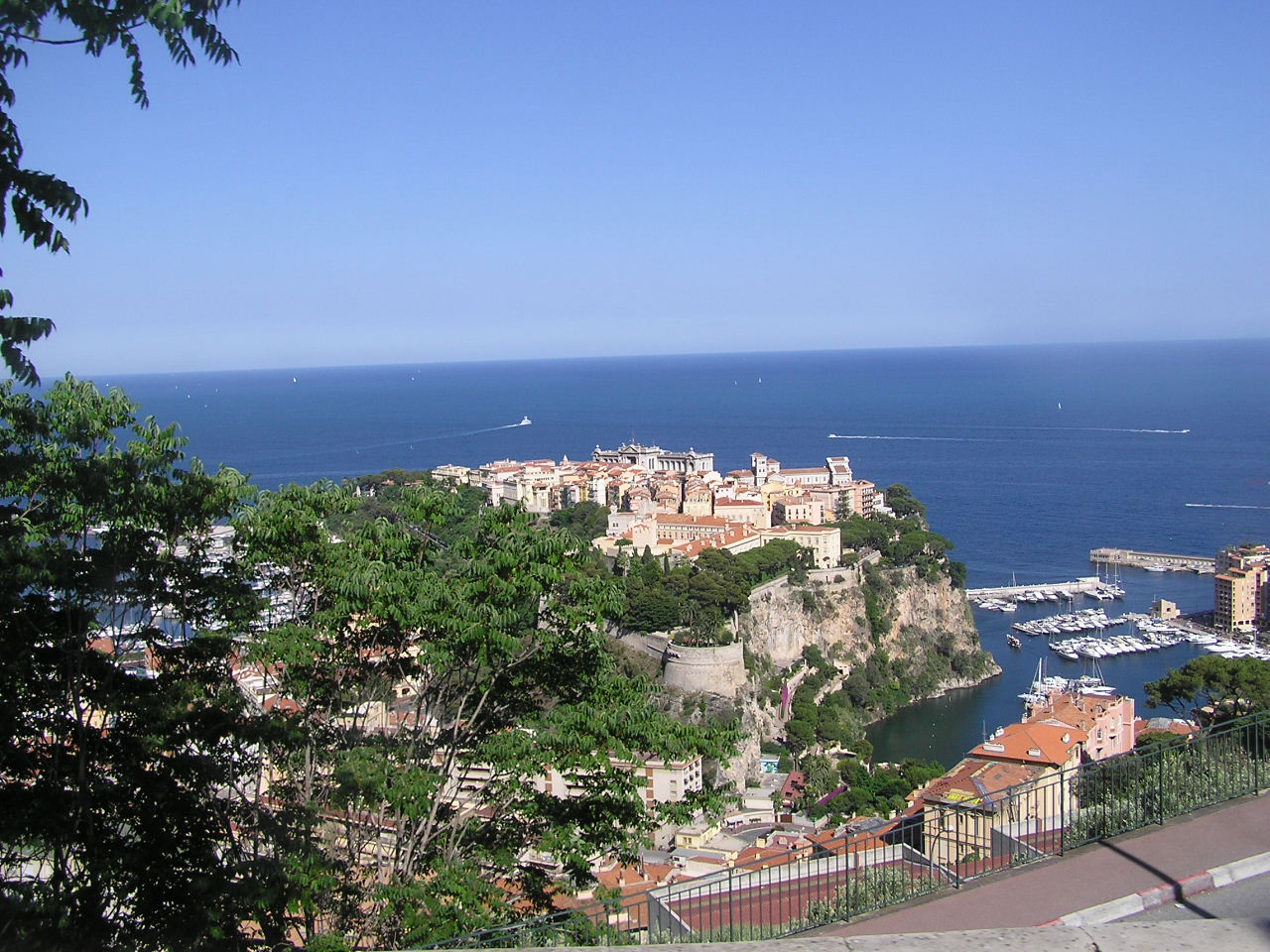

الدولة المدينة أو الدُّوَيْلَـة هي دولة ذات سيادة، توصف أيضاً بأنها نوع من البلدان الصغيرة المستقلة، التي تتكون عادةً من مدينة واحدة والأراضي التابعة لها. تاريخيا، شمل هذا المصطلح مدناً كروما وأثينا وقرطاج، ودول المدن الإيطالية خلال عصر النهضة. واعتباراً من عام 2018، لا توجد سوى حفنة من الدول المدن ذات السيادة، مع بعض الخلاف حول ماهية الدول المدينة. يوجد إجماع كبير على أن المصطلح ينطبق بشكل صحيح حاليًا على سنغافورة وموناكو ومدينة الفاتيكان. تسمى الدول المدينة أحيانًا باسم الدول الصغرى، ولكن المصطلح يشتمل أيضًا على معان أخرى لبلدان صغيرة جدًا.
تشترك عدد من الدول الصغيرة الأخرى في خصائص مشابهة، ولذلك يُشار إليها أحيانًا باسم دول المدينة الحديثة. وهي، قطر، بروناي، الكويت، البحرين، ومالطا، التي لكل منها مركز حضري يتألف من نسبة كبيرة من السكان، على الرغم من أن جميع هذه المدن بحكم الأمر الواقع لديها عاصمة. في بعض الأحيان، يتم الاستشهاد أيضًا بدول صغيرة أخرى ذات كثافة سكانية عالية، مثل سان مارينو، على الرغم من عدم وجود مركز حضاري كبير مميز مثل بقية الدول المدن التقليدية.
تتمتع العديد من المدن غير السيادية بدرجة عالية من الاستقلالية، وتعتبر في بعض الأحيان دولًا مدينة. وغالباً ما يشار إلى هونغ كونغ وماكاو، إلى جانب الأعضاء المستقلين في دولة الإمارات العربية المتحدة، وأبرزهم دبي وأبو ظبي، على هذا النحو.

## الخلفية التاريخية

### العصور القديمة والوسطى
شملت دول المدن التاريخية المدن السومرية مثل الوركاء وأور؛ ودول المدن المصرية القديمة مثل طيبة وممفيس؛ المدن الفينيقية (مثل صور وصيدا)؛ الدول الخمس لمدن الفلستيون؛ دول مدينة البربر من جرمنتيون؛ دول مدن اليونان القديمة (البوليس مثل أثينا، سبارتا، طيبة، وكورنثوس)؛ الجمهورية الرومانية (التي نمت من دولة مدينة إلى قوة عظمى)؛ حضارة المايا وغيرها من ثقافات أمريكا الوسطى عصر ما قبل كولومبوس (بما في ذلك مدن مثل تشيتشن إيتزا وتيكال وكوبان ومون ألبان)؛ مدن آسيا الوسطى على طول طريق الحرير؛ دول مدينة ساحل السواحيلية؛ مدينة البندقية؛ رغوس. دول الأراضي الروسية في العصور الوسطى مثل نوفغورود وبسكوف؛ وغيرها الكثير. وصنف المؤرخ الدنماركي بول هولم مدن الفايكنج الاستعمارية في أيرلندا في العصور الوسطى، وأهمها دبلن، كدول مدن.
وفي قبرص، كانت مستوطنة كاتيون الفينيقية (في لارنكا الحالية) دولة مدينة كانت موجودة منذ حوالي عام 800 قبل الميلاد وحتى نهاية القرن الرابع قبل الميلاد.
من بين أكثر الأمثلة المعروفة لثقافة دولة المدينة في تاريخ البشرية دول المدن اليونانية القديمة ودول المدن التجارية في عصر النهضة الإيطالية، التي نظمت نفسها كمراكز صغيرة مستقلة. غالبًا ما حال نجاح الوحدات الإقليمية الصغيرة المتعايشة كجهات فاعلة مستقلة في وحدة جغرافية وثقافية ممتدة -كما هو الحال في إيطاليا واليونان- دون اندماجها في كيانات وطنية أكبر. كانت تفتقر إلى الموارد اللازمة للدفاع عن نفسها ضد الغارات التي تقوم بها الدول الأكبر (مثل الفتح الروماني لليونان). وهكذا، مهدت الطريق حتمًا لتنظيمات مجتمعية أكبر، بما في ذلك الإمبراطورية والدولة القومية.

### جنوب شرق آسيا
في تاريخ جنوب شرق آسيا القارية، نظمت الجماعات الأرستقراطية والقادة البوذيون وغيرهم مستوطنات كدول مدينة تتمتع بالحكم الذاتي أو شبه المستقل، يشار إليها باسم مويانج. كانت مرتبطة عادة بعلاقات تبعية توصف الآن بأنها ماندالا أو السيادة المفرطة، إذ تدين الدول المدينة الأصغر حجمًا بالولاء للدول الأكبر حجمًا والتي بالتبعية تدين لدول أكبر، وهكذا حتى الوصول إلى القمة في مدن مثل أيوثايا وباغان وبانكوك وغيرها من المدن التي كانت بمثابة مراكز لملوك جنوب شرق آسيا. ظل النظام قائمًا حتى القرن التاسع عشر، لما بدأ الاستعمار من قبل القوى الأوروبية. أنشأت سيام (القوة الإقليمية في ذلك الوقت) نظام الدولة القومية، وأدمجت مدنها رافد (لان أكسانغ، كمبوديا وبعض مدن الملايو) في أراضيها وألغت مويانج ونظام الروافد، لضرورة تحديد أراضيها للتفاوض مع القوى الأوروبية.
في تاريخ الفلبين القديم، كان البرنجيه وحدة اجتماعية وسياسية معقدة نظر العلماء تاريخيًا إليها كنمط تنظيمي سائد بين مختلف شعوب الأرخبيل الفلبيني. يشار إلى هذه الوحدات الاجتماعية السياسية أحيانًا أيضًا باسم دول برنيجه، ولكن يُشار إليها بشكل ملائم أكثر باستخدام المصطلح التقني «الكيان السياسي»، وعادة ما تسمى ببساطة «البرنجيه». تشير الدلائل إلى درجة كبيرة من الاستقلال إذ إن دول المدن يحكمها الداتو والراجا والسلاطين. ويسجل المؤرخون الأوائل أن الاسم تطور من مصطلح البالنجيه، والذي يشير إلى قارب لوح استُخدم على نطاق واسع من قبل ثقافات مختلفة في أرخبيل الفلبين قبل وصول المستعمرين الأوروبيين.

### أوروبا الوسطى
في الإمبراطورية الرومانية المقدسة (962-1806)، تمتعت أكثر من 80 مدينة إمبراطورية حرة باستقلالية كبيرة في العصور الوسطى وفي أوائل العصور الحديثة، وهي شرعية بموجب القانون الدولي بعد سلام ويستفاليا عام 1648. جمع بعضها، مثل ثلاث من المدن الهانزية -بريمن وهامبورغ ولوبيك- علاقات اقتصادية مع القوى الأجنبية وتمكنت من ممارسة نفوذ دبلوماسي كبير. ودخلت المدن في تحالفات حماية مع مدن أخرى أو مع المناطق المجاورة بأحيان كثيرة، بما في ذلك الرابطة الهانزية (1358 - القرن 17)، ورابطة مدن سوابيان (1331- 1389)، وديكابول (1354- 1679) في الألزاس، أو الاتحاد السويسري القديم (حوالي 1300 - 1798). وكانت كانتونات زيورخ السويسرية، وبرن، ولوسرن، وفريبورغ، وسولوتورن، وبازل، وشافهاوزن، وجنيف من المدن الدول.
بعد تفكك الإمبراطورية الرومانية المقدسة في عام 1806، أصبحت بعض المدن -الأعضاء لاحقًا في اتحادات كونفدرالية مختلفة- دولًا مدينة ذات سيادة، مثل مدينة بريمن الهانزية الحرة (1806-1111 ومرة أخرى 1813-1871)، ومدينة فرانكفورت الحرة على نهر ماين (1815-1866) ، ومدينة هامبورغ الحرة والهانزية (1806- 1811 ومرة أخرى 1814- 1871)، ومدينة لوبيك الحرة والهانزية (1806- 1811 ومرة أخرى 1813- 1871)، ومدينة كراكوف الحرة (1815- 1846). تحت حكم هابسبورغ، كانت مدينة فيومي تتمتع بوضع «الهيئة المفصولة» (1779- 1919)، والتي برغم أنها أقل من السيادة المستقلة؛ كانت لها العديد من سمات دولة المدينة.
كانت برلين الغربية -على الرغم من افتقارها للسيادة- في القرن العشرين، تعمل منذ عام 1948 حتى عام 1990 كدولة لا تنتمي قانونًا إلى أي دولة أخرى، ولكن يحكمها الحلفاء الغربيون. لقد سمحوا -على الرغم من وجودهم كقوى محتلة- بتنظيمها الداخلي كدولة واحدة وفي نفس الوقت كمدينة، تسمى رسمياً برلين (الغرب). وعلى الرغم من احتفاظ برلين الغربية بعلاقات وثيقة مع جمهورية ألمانيا الاتحادية الألمانية الغربية، لكنها لم تكن من الناحية القانونية جزءًا منها.

### مدن القرن العشرين تحت الإشراف الدولي

#### دانزينغ
كانت مدينة دانزيغ الحرة تتمتع بحكم شبه ذاتي بين عامي 1920 و1939، وتتألف من ميناء دانزيغ على بحر البلطيق (الآن دانسك، بولندا) وما يقارب 200 مدينة في المناطق المحيطة بها. أُنشأت في 15 نوفمبر1920 بموجب أحكام المادة 100 (القسم الحادي عشر من الجزء الثالث) من معاهدة فرساي لعام 1919 بعد نهاية الحرب العالمية الأولى.

#### فريوم
تمتعت مدينة فيوم بالحكم الذاتي الكبير تحت حكم هابسبورغ. وبعد فترة طويلة، أُعلنت ولاية فريوم الحرة كدولة حرة مستقلة بالكامل واستمرت بين عامي 1920 و 1924. تبلغ مساحتها 28 كم 2 (11 ميلًا مربعًا) وتضم مدينة فيومي (الآن في كرواتيا، ومنذ نهاية الحرب العالمية الثانية، والمعروفة باسم رييكا) والمناطق الريفية في الشمال، مع ممر إلى الغرب يربطها بإيطاليا.

#### شنغهاي
شملت التسوية الدولية لشنغهاي (1845-1943) منطقة دولية تمتلك نظامها القانوني والخدمة البريدية والعملة.

#### طنجة
تبلغ المنطقة الدولية داخل مدينة طنجة في المغرب  373 كم 2 (144 ميلًا مربعًا).  بسبب موقع استراتيجي التي يتمتع به المغرب فرضت حماية ثلاثية عليه  التي قسمت فيها المغرب لي تلات مناطق حماية . خطعت مدينة طنجة للحماية دولية. إدارة المشتركة لكل من فرنسا وإسبانيا والمملكة المتحدة، بالإضافة إلى البرتغال وإيطاليا وبلجيكا وهولندا والسويد والولايات المتحدة لاحقًا. و باقي شمال المغرب و جنوب المغرب  للحماية اسبانية ووسط المغرب الحماية فرنسية . ارتبطت المنطقة الدولية لطنجة مع باقي حماية ثنائية فرنسية اسبانية على باقي المغرب  و بعد الغاء حماية ثلاثية على المغرب دُمجت طنجة ضمن الدولة المغربية.

#### بيدا
حُددت منطقة كلايبيدا أو إقليم ميميل بموجب معاهدة فرساي في عام 1920 عندما وُضعت تحت إدارة منظمة السفراء. كان على إقليم ميميل أن يظل خاضعًا لسيطرة عصبة الأمم حتى يوم لاحق يُسمح فيه لشعوب المنطقة بالتصويت على ما إذا كانت الأرض ستعود إلى ألمانيا أم لا. احتلت ليتوانيا كلايبيدا في ثورة عام 1923 أراضي ميميل الألمانية التي كانت في الغالب من أصل عرقي (كان الليتوانيون البروسيين والكلايبيدين يتكونون من مجموعات عرقية أخرى) وواقعة بين النهر وبلدة تحمل هذا الاسم.